# گربه طلایی آفریقایی

گربهٔ طلایی آفریقایی (نام علمی: Caracal aurata)، گربه‌سانی با جثهٔ متوسط و تقریباً دو برابر یک گربهٔ اهلی بزرگ است که به‌صورت بومزاد در جنگل‌های بارانی غرب و مرکز آفریقا زندگی می‌کند. با وجود شباهت زیاد بین این گونه به گربهٔ طلایی آسیایی، آن‌ها خویشاوند هم نیستند و احتمالاً دلیل شباهت آن‌ها، فرگشت هم‌گرا در زیستگاه‌های مشابه است. این گونه با کاراکال و سِروال خویشاوندی نزدیک دارد. موش‌ها، پرندگان و میمون‌های کوچک، غذای اصلی این جانور به‌شمار می‌روند.
یوزگربه و سیاه‌گوش، نزدیک‌ترین خویشاوندان زیستی گربهٔ طلایی آفریقایی هستند. این حیوان شب‌زی است و برای شکار جوندگان تخصص یافته و بیش از ۹۰ درصد طعمه‌های آن کمتر از ۲۰۰ گرم وزن دارند.
اندازهٔ بدن این گربه‌سان، از ۶۱ تا ۱۰۱ سانتی‌متر، با دُمی بلند به‌طول ۱۶ تا ۴۶ سانتی‌متر، متغیر است.

## زیرگونه‌ها
دو زیرگونهٔ اصلی گربهٔ طلایی آفریقایی عبارت‌اند از:
- Profelis aurata aurata - پراکندگی در شرق رود کنگو
- Profelis aurata celidogaster - پراکنده در شرق رود کراس